# Villavaliente
Villavaliente és un municipi situat al nord de la província d'Albacete. El 2023 tenia 209 habitants.
Està situat a 44 kilòmetres de la capital de província, a la comarca de La Manchuela.